# 1832.
◄ | 18. stoljeće | 19. stoljeće | 20. stoljeće | ►
◄ | 1800-ih | 1810-ih | 1820-ih | 1830-ih | 1840-ih | 1850-ih | 1860-ih | ►
◄◄ | ◄ | 1829. | 1830. | 1831. | 1832. | 1833. | 1834. | 1835. | ► | ►►
Arhitektura • Astronomija • Biologija • Glazba • Kazalište • Kemija • Kiparstvo • Knjige • Književnost • Kršćanstvo • Meteorologija • Medicina • Politika • Pravo • Promet • Slikarstvo • Šport • Znanost • Željeznički promet

## Događaji
- 15. kolovoza – Enciklika Mirari vos; osuda liberalizma i religijske ravnodušnosti.
- Janko Drašković objavio je u Karlovcu svoju kratku knjižicu, politički spis, Disertacija
- Objavljena je kajkavska knjiga Pomochnik betegujuchéh y vumirajuchéh od Ignaca Kristijanovića
- Ivan Derkos objavljuje "Duh domovine nad sinovima svojim koji spavaju" na latinskome jeziku kao Genius patriae super dormientibus suis filiis: seu Folium patrioticum, pro incolis regnorum Croatiae, Dalmatiae & Slavoniae, in excitandum excolendae lingvae patriae studium

## Rođenja
- 23. siječnja – Édouard Manet, francuski slikar († 1883.)
- 8. ožujka – Rudolf Valdec, hrvatski kipar († 1929.)
- 15. travnja – Wilhelm Busch, njemački slikar i književnik († 1908.)
- 2. kolovoza – Carl Justi, njemački filozof i povjesničar umjetnosti († 1912.
- 3. kolovoza – Ivan Zajc, hrvatski skladatelj i dirigent († 1914.)
- 16. kolovoza – Wilhelm Wundt, njemački filozof i psiholog († 1920.)
- 15. prosinca – Gustave Eiffel, francuski inženjer, konstruktor Eiffelova tornja u Parizu († 1923.)

## Smrti
- 10. ožujka – Muzio Clementi, talijanski pijanist i skladatelj (* 1752.)
- 18. ožujka – Josip Đurkovečki, hrvatski pisac i slovničar (* 1761. ili 1762.)
- 22. ožujka – Johann Wolfgang von Goethe, njemački književnik (* 1749.)
- 26. svibnja – Dragutin Antun Parčić, hrvatski jezikoslovac († 1902.)
- 31. svibnja – Évariste Galois, francuski matematičar (* 1811.)
- 21. rujna – Walter Scott, škotski književnik (* 1771.)
- 18. prosinca – Philip Morin Freneau, američki književnik (* 1752.)

## Vanjske poveznice
|  | Zajednički poslužitelj ima još gradiva o temi 1832. |